# Penicil·lina semisintètica
Les penicil·lines semisintètiques són antibiòtics del grup dels β-lactàmics (concretament penicil·lines) que s'obtenen mitjançant la modificació química de derivats de la penicil·lina G.
Típicament, el disseny industrial del procés s'inicia per mitjà de la producció de penicil·lina G per fermentació o, en alguns casos, penicil·lina V. Després de la seva purificació, s'elimina la cadena lateral mitjançant l'enzim penicil·lina acilasa, cosa que dona lloc al nucli àcid 6-aminopenicil·lànic. Finalment, aquest compost es modifica químicament per donar lloc a un antibiòtic amb característiques millorades.
Les penicil·lines semisintètiques, àmpliament utilitzades, presenten alguns avantatges enfront les penicil·lines naturals: estabilitat al pH àcid, resistència a betalactamases codificades per plasmidis o cromosomes, espectre d'acció ampliat, etc.